# Coroa de espinhos

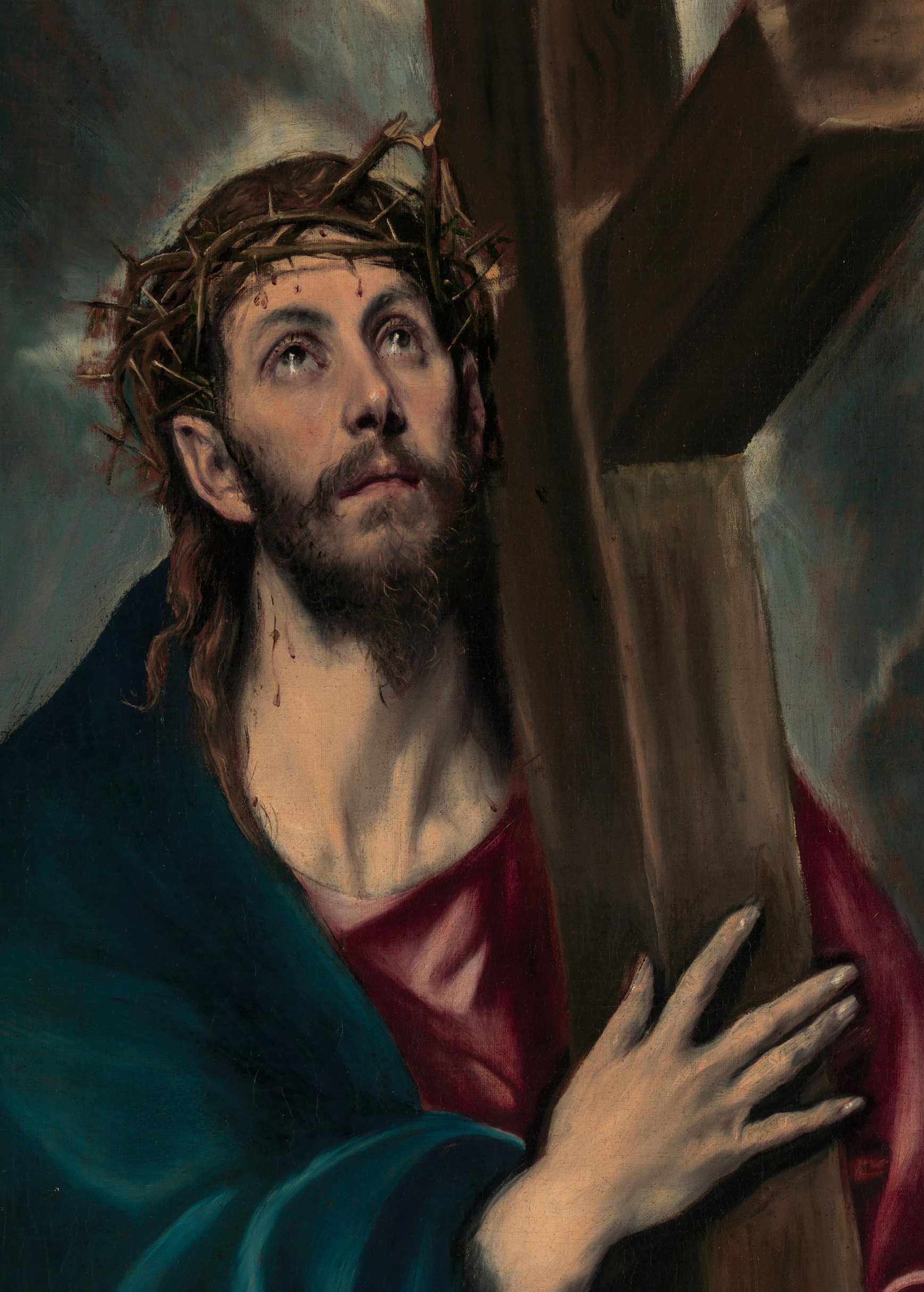
Jesus carregando a cruz de

A coroa de espinhos foi um instrumento de tortura utilizado pelos romanos durante a Crucificação de Jesus. Segundo a Bíblia, esse instrumento foi tecido de galhos e espinhos secos e colocados na testa de Jesus instantes antes da sua crucificação. A coroa de espinhos é mencionada no Mateus 27:29, Marcos 15:17 e em João 19:2–5. Segundo o Evangelho de João:
| “ | «Os soldados, tendo tecido uma coroa de espinhos, puseram-lha na cabeça e vestiram-no com um manto de púrpura; chegavam-se a ele e diziam: Salve, Rei dos judeus! e davam-lhe bofetadas. Outra vez saiu Pilatos e disse-lhes: Eis que vo-lo trago fora, para que saibais que não acho nele crime algum. Saiu, pois, Jesus, trazendo a coroa de espinhos e o manto de púrpura. Disse-lhes Pilatos: Eis o homem!» (João 19:2–5) | ” |

Diz-se que ela era composta por ramos de pilriteiro. Daí que em muitas regiões portuguesas seja tradição que se coloquem ramos desta planta nas portas, do lado de fora das casas, para proteção em dias de tempestade e de trovoada, para defender e proteger os seus moradores e os seus bens, pois diz-se que tudo aquilo que tocou Cristo nos protege.